# Toronto-Express-Klasse

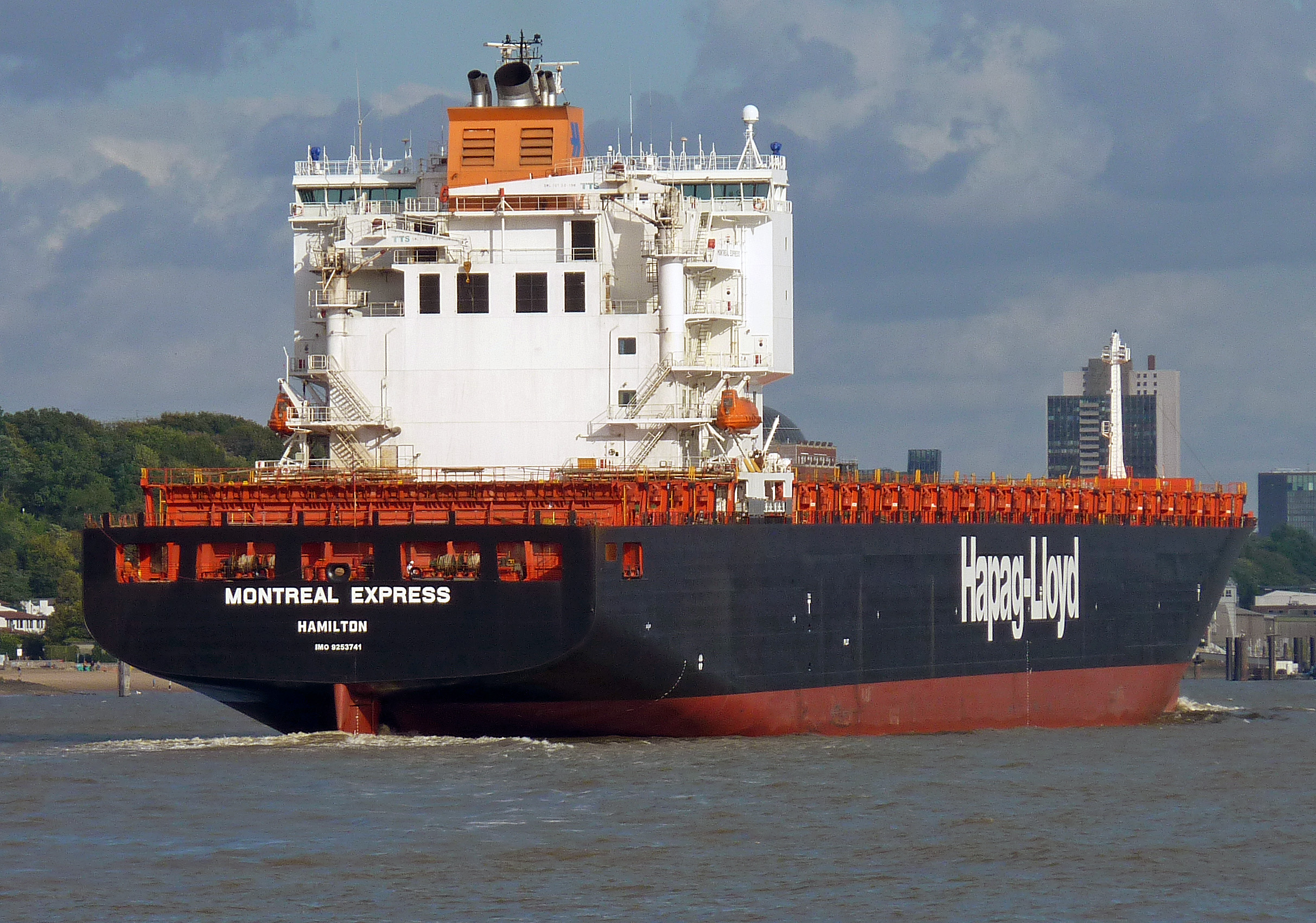
Heckansicht der Montreal Express 2021 in Hamburg

Toronto-Express-Klasse ist die Bezeichnung dreier auf der südkoreanischen Werft Daewoo Shipbuilding & Marine Engineering  (DSME) in Okpo gebauten Panamax-Containerschiffe der Hamburger Reederei Hapag-Lloyd und der Reederei OOCL. Die Toronto-Express-Klasse besteht aus den Schiffen Toronto Express und Montreal Express, die 2003 in Dienst gestellt wurden. Ein weiteres baugleiches Schiff, das ebenfalls bei Daewoo Shipbuilding & Marine Engineering gebaut und 2003 in Dienst gestellt wurde, ist die OOCL Montreal der Orient Overseas Container Line in Hongkong. OOCL führt das Schiff zusammen mit der deutlich kleineren OOCL Belgium als OOCL ICE-Klasse.
Die Schiffe der Toronto-Express-Klasse gehören einem zu Hapag-Lloyd gehörenden Unternehmen und werden von Anglo-Eastern Ship Management Ltd. in Hongkong bereedert. Beide Schiffe fahren unter der Flagge Großbritanniens mit Heimathafen London.

## Geschichte
Die heute von Hapag-Lloyd eingesetzten Schiffe wurden für das kanadische Unternehmen Canmar Maritime gebaut und als Canmar Venture (heute Toronto Express) und Canmar Spirit (heute Montreal Express) in Dienst gestellt. Canmar Maritime wurde Mitte der 1990er Jahre von CP Ships übernommen, die wiederum Ende 2005 von Hapag-Lloyd übernommen wurden.
Die Schiffe wurden  speziell für den Einsatz auf dem unteren Sankt-Lorenz-Seeweg gebaut und waren bei ihrer Indienststellung die größten Containerschiffe dieses Fahrtgebietes mit hoher Eisklasse.  Zusammen mit dem Schwesterschiff OOCL Montreal wurde das Trio anfangs im Gateway-Express-Dienst (GEX) und später auf weiteren Liniendiensten zwischen Europa und den Häfen am Sankt-Lorenz-Seeweg eingesetzt.

## Technik
Die Schiffe haben etwa vier Fünftel achtern über der Antriebsanlage angeordnete Aufbauten. Ein Laderaum befindet sich hinter dem Deckshaus, der Rest davor. Die mit Cellguides versehenen Laderäume sind über insgesamt 17 Luken zugänglich und werden von McGregor-Pontonlukendeckeln verschlossen. Die Containerkapazität beträgt 4402 TEU und es stehen 330 Kühlcontaineranschlüsse zur Verfügung. Eigenes Ladegeschirr wurde nicht verbaut.
Der Hauptantrieb besteht aus einem 8K90MC-C Achtzylinder-Schiffsdieselmotor des dänischen Unternehmens MAN B&W Diesel A/S mit einer Leistung von 37.275 kW, der direkt auf einen Festpropeller wirkt. Die Schiffe erreichen damit eine Geschwindigkeit von bis zu 23 kn. Die Energieversorgung wird von drei Hilfsdieseln und einem Notdiesel sichergestellt. Zur Unterstützung der An- und Ablegemanöver sind je ein Bug- und Heckstrahlruder vorhanden.

## Die Schiffe
| Toronto-Express-Klasse | Toronto-Express-Klasse | Toronto-Express-Klasse | Toronto-Express-Klasse | Toronto-Express-Klasse | Toronto-Express-Klasse                            | Toronto-Express-Klasse                          |
| Bauname                | Abbildung              | Baunummer              | IMO-Nummer             | Auftraggeber           | Kiellegung/ Stapellauf/ Indienststellung          | Umbenennungen und Verbleib                      |
| ---------------------- | ---------------------- | ---------------------- | ---------------------- | ---------------------- | ------------------------------------------------- | ----------------------------------------------- |
| Canmar Venture         |                        | 4089                   | 9253727                | Canmar Maritime        | 14. Oktober 2002/ 21. Dezember 2002/ 3. Juni 2003 | 2005 CP Venture, 2006 Toronto Express, in Fahrt |
| OOCL Montreal          |                        | 4090                   | 9253739                | OOCL                   | 30. Dezember 2002/ 15. März 2003/ 19. Mai 2003    | so in Fahrt                                     |
| Canmar Spirit          |                        | 4091                   | 9253741                | Canmar Maritime        | 17. März 2003/ 6. Juni 2003 / 25. Juli 2003       | 2005 CP Spirit, 2006 Montreal Express, in Fahrt |